# Joseph Jaquet

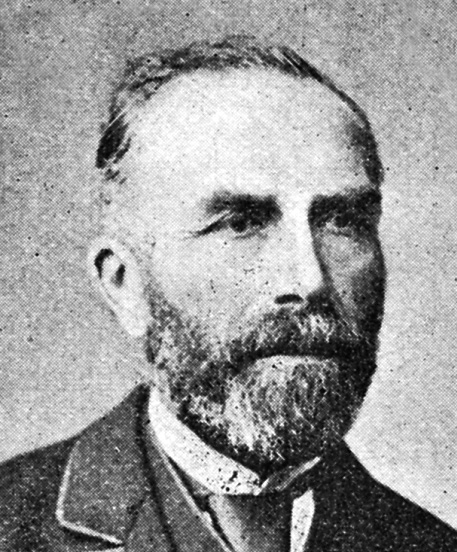
Joseph Jaquet

Joseph Jaquet (* 14. August 1822 in Estavannens; † 3. August 1900 in Echarlens; heimatberechtigt in Estavannens) war ein Schweizer Politiker.

## Biografie
Joseph Jaquet wurde als Sohn des Kleinbauern Jean-François Jaquet geboren. Er heiratete Elise Gremaud, die Tochter des Pierre Gremaud, eines wohlhabenden Bauern und Richters am Gericht von Greyerz.
Nach dem Rechtsstudium in Freiburg, München und Berlin erhielt Jaquet 1855 das Notars- und 1860 das Anwaltspatent. Von 1874 bis 1900 war er als Notar in Echarlens tätig. Von 1861 bis 1886 war er Freiburger Grossrat, von 1872 bis 1874 Staatsrat. Als Direktor des Inneren bereitete Jaquet die Revision der Kantonsverfassung, das Gemeindegesetz von 1872 sowie das Gesetz über den reformierten Kultus von 1874, welches das separatistische Murtenbiet mit dem Kanton versöhnte, vor. Von 1868 bis 1872 war er Ständerat, von 1872 bis 1884 Nationalrat. Als gemässigter Konservativer opponierte er ab 1875 gegen die Ultramontanen der Zeitung La Liberté und unterstützte die Redaktoren des Bien Public.